# 当直

当直（とうちょく）とは、交代で通常勤務時間外の業務を担当すること。当番制で日直や宿直にあたること。

## 概説
当直とは、交代で通常勤務時間外の業務を担当することである。
そのうち日中に行う当直のほうを日直（にっちょく）といい、夜間に（泊まり込んで）行う当直のほうを宿直（しゅくちょく）という。ふたつあわせて「宿日直（しゅくにっちょく）」などともいう。
24時間体制を敷くことが業務の性質上必須となる職場であっても、時間帯等による業務の繁閑により夜間や休日に通常の人員配置をすることが困難な場合や非効率な場合がある。こうした職場では当直を用いて、勤務割の作成に柔軟性を持たせる。医療・介護・警察等の業界で特に用いられる勤務業態であり、一般的な商社ではあまり見られない。通常の勤務時間外に当該労働者の本務ではない軽微な仕事（たとえば定時巡視、緊急の電話応対　等）を行うという点が特徴であり（あるいはそういう建前になっており）、夜間や休日に本務の労働を行う夜勤や休日出勤とはこの点で異なる。
なお業種によっては、あらかじめ当番制で応援をする役割の人を決めておき自宅で応援要請を受ける、ということが行われている場合もある。これは「宅直」や「オンコール当番」などという。ただし宅直やオンコール当番については、宿直・日直と一体の制度ではないと見なされている。
以下では特記しない限り、当直と言えば基本的には日直と宿直を総称したものとする。

## 日本の法制
日本の労働法制においては、労働時間は原則として1日8時間、週40時間以内に収めなければいけないが（法定労働時間、労働基準法第32条）、当直はこの法定労働時間の枠外である（労働基準法第41条）ことが最大の特徴である。従って、使用者は労働者に通常の労働時間とは別に当直をさせても割増賃金の支払いは必要ないが、使用者が当直制を採用するにはあらかじめ所轄労働基準監督署長の許可を受けなければならない（労働基準法施行規則第23条）。そのうえで、就業規則等に当直に従事する労働者の範囲、当直を行う時間帯、当直に対して支払われる手当の額等を定める必要がある。
所轄労働基準監督署長が行う許可の基準は通達によって示されていて（昭和22年9月13日発基17号、昭和63年3月14日基発150号）、以下のとおりである。
- 常態として、ほとんど労働をする必要のない勤務のみを認めるものであって、定時的巡視、緊急の電話または文書の収受、非常事態に備えての待機等を目的とするものに限って許可する。
- 原則として、通常の労働の継続は許可しない。
- 当直の勤務に対して相当の手当が支給されること。具体的には、宿直勤務1回についての宿直手当（深夜割増賃金を含む。）又は日直勤務1回についての日直手当の最低額は当該事業場において宿直又は日直の勤務に就くことの予定されている同種の労働者に対して支払われている賃金（法第37条の割増賃金の基礎となる賃金に限る。）の1人1日平均額の3分の1を下らないものであること。ただし、同一企業に属する数個の事業場について、一律の基準により宿直又は日直の手当額を定める必要がある場合には、当該事業場の属する企業の全事業場において宿直又は日直の勤務に就くことの予定されている同種の労働者についての1人1日平均額によることができるものであること。
- 宿直については週1回、日直については月1回を限度とすること（宿日直を行いうるすべての者に宿日直をさせてもなお不足であり、かつ勤務の労働密度が特に薄い場合を除く）。
- 宿直については、相当の睡眠設備を設置すること。
- 満18歳未満の者については原則として許可しない（昭和23年6月16日収監733号）[10]。

当直中に突発的に本来業務に従事した場合、当直として対応することは可能であるが、その際の労働に対しては割増賃金の支払いが必要となる。また、突発業務が頻繁に行われ通常の労働とほとんど変わりない場合は当直としての対応は認められず（通常の夜勤・休日労働とみなされ）、当直の許可は取り消され、この場合は交代制勤務の導入等、勤務体制の見直しが必要となる。実際に当直を用いている職場においては、上記の許可基準が守られているのか疑わしい職場も少なからずみられるところである。本来、職場の労働環境の改善は労使の自主的な交渉によって図るべきものであるが、それでも改善が見られない、あるいは明らかな法令違反が見られる等の事情がある場合には、労働者は弁護士・社会保険労務士等法律専門職に相談を行ったり、あるいは労働基準監督署への申告を行い改善を求めるという手段がある。

### 病院における当直勤務
医師等（医師のみならず、看護師、技師等も含む）の当直については、上記の一般的原則に加え、許可基準の細目が別に定められている。従来、1949年（昭和24年）の通達（昭和24年3月22日基発第352号）によって細目を定めていたが、2019年（令和元年）7月に新たな通達（令和元年7月1日基発0701第8号）が発出され、以後は同通達によって細目を定めることになった。
同通達により、医師等の当直勤務については、次に掲げる条件の全てを満たし、かつ、宿直の場合は夜間に十分な睡眠がとり得るものである場合に、当直の許可を与えるよう取り扱うこと。
1. 通常の勤務時間の拘束から完全に解放された後のものであること。すなわち、通常の勤務時間終了後もなお、通常の勤務態様が継続している間は、通常の勤務時間の拘束から解放されたとはいえないことから、その間の勤務については、当直の許可の対象とはならないものであること。
2. 当直中に従事する業務は、一般の当直業務以外には、特殊の措置を必要としない軽度の又は短時間の業務に限ること。例えば、次に掲げる業務等をいい、通常の勤務時間と同態様の業務は含まれないこと。
  - 医師が、少数の要注意患者の状態の変動に対応するため、問診等による診察等（軽度の処置を含む。以下同じ。）や、看護師等に対する指示、確認を行うこと
  - 医師が、外来患者の来院が通常想定されない休日・夜間（例えば非輪番日であるなど）において、少数の軽症の外来患者や、かかりつけ患者の状態の変動に対応するため、問診等による診察等や、看護師等に対する指示、確認を行うこと
  - 看護職員が、外来患者の来院が通常想定されない休日・夜間（例えば非輪番日であるなど）において、少数の軽症の外来患者や、かかりつけ患者の状態の変動に対応するため、問診等を行うことや、医師に対する報告を行うこと
  - 看護職員が、病室の定時巡回、患者の状態の変動の医師への報告、少数の要注意患者の定時検脈、検温を行うこと
3. 上記1、2以外に、一般の当直の許可の際の条件を満たしていること。

- 上記によって当直の許可が与えられた場合において、当直中に、通常の勤務時間と同態様の業務に従事すること（医師が突発的な事故による応急患者の診療又は入院、患者の死亡、出産等に対応すること、又は看護師等が医師にあらかじめ指示された処置を行うこと等）が稀にあったときについては、一般的にみて、常態としてほとんど労働することがない勤務であり、かつ宿直の場合は、夜間に十分な睡眠がとり得るものである限り、当直の許可を取り消す必要はないこと。また、当該通常の勤務時間と同態様の業務に従事する時間について労働基準法第33条又は第36条1項による時間外労働の手続がとられ、第37条の割増賃金が支払われるよう取り扱うこと。したがって、当直に対応する医師等の数について、当直の際に担当する患者数との関係又は当該病院等に夜間・休日に来院する急病患者の発生率との関係等からみて、上記のように通常の勤務時間と同態様の業務に従事することが常態であると判断されるものについては、当直の許可を与えることはできないものであること。
- 当直の許可は、一つの病院、診療所等において、所属診療科、職種、時間帯、業務の種類等を限って与えることができるものであること。例えば、医師以外のみ、医師について深夜の時間帯のみといった許可のほか、上記の例示に関して、外来患者の対応業務については許可基準に該当しないが、病棟当直業務については許可基準に該当するような場合については、病棟当直業務のみに限定して許可を与えることも可能であること。小規模の病院、診療所等においては、医師等が、そこに住み込んでいる場合があるが、この場合にはこれを当直として取り扱う必要はないこと。ただし、この場合であっても、上記に掲げるような通常の勤務時間と同態様の業務に従事するときには、時間外労働の手続が必要であり、割増賃金を支払わなければならないことはいうまでもないこと。

当直勤務に係る許可を受けた医療機関については、その労働実態を把握し、当直勤務として取り扱うことが適切であるかについて確認を行い、問題が認められる場合には、当直勤務に係る許可基準に定められた事項の履行確保を図ること又は当直勤務に係る許可の取消を行うことにより、その適正化を図ることとしている。労働基準監督機関においては、以下の対応を行っている（平成14年3月19日基発第0319007号、平成14年11月28日基監発第1128001号）。
- 自主点検表の送付・回収による当直勤務の労働実態の把握及び分類
  - 自主点検表を提出しない医療機関に対しては、事業又は当直業務の廃止が明らかになる場合を除き、電話等により、事業又は当直業務の有無を確認し、当直勤務がある場合には自主点検表の提出督促を行う。
- 集団指導等の実施
  - 集団指導は第3四半期又は第4四半期において行う。提出された自主点検表の分類により問題があるとされた医療機関、督促を行ったにもかかわらず自主点検表を提出しなかった医療機関、集団指導に出席しなかった医療機関については、行政指導のうえ、一定期日を付して、報告書の提出を求める。
- 監督指導の実施及び許可の取消
  - 指導を行ったにもかかわらず報告書を提出しない医療機関、報告書の内容から問題があると考えられる医療機関に対し、監督指導を実施する。その結果、許可基準に定められた事項上の問題点が認められた場合には、法違反として指摘するなど所要の措置を講じる。また、その労働実態から、当直勤務で対応することが適切でないことが明らかとなったものについては、許可の取消を行う。

### 社会福祉施設における宿直勤務
社会福祉施設における宿直勤務については、次に掲げる条件のすべてを満たす必要がある（昭和49年7月26日基発第387号、平成11年3月31日基発168号）。社会福祉施設における宿直許可の取扱いについては、従前示されていた一般の宿直許可基準のみでは明確でないので、その取扱いの細部を明らかにしたものであって特例を認めたものではない（昭和49年7月26日基監発27号）。
- 通常の勤務時間の拘束から完全に解放された後のものであること。
- 夜間に従事する業務は、一般の宿直業務のほかは、少人数の入所児・者に対して行う夜尿起こし、おむつ取替え、検温等の介助作業であって、軽度かつ短時間の作業に限ること[16]。したがって、夜間における児童の生活指導、起床後の着衣指導等通常の労働と同態様の業務は含まれないこと。
- 夜間に十分睡眠がとりうること[17]。
- 上記以外に、一般の宿直許可の際の条件を満たしていること。